# 1330
1330 (MCCCXXX) fue un año común comenzado en lunes del calendario juliano.

## Acontecimientos
- 28 de julio - Batalla de Velbazhd: los búlgaros bajo el mando del zar Miguel Shishman (que es mortalmente herido) son derrotados por los serbios. Bulgaria no pierde ningún territorio ante Serbia, pero es impotente para detener su avance hacia la Macedonia predominantemente poblada por búlgaro.
- Alfonso XI compra la villa de Herrera de Pisuerga (Palencia), el castillo y aldeas y otorga varios privilegios para favorecer la repoblación y reconstrucción de la localidad y sus aldeas, arrasadas tras los ataques y saqueos llevados a cabo por Fernán Ruiz de Castañeda.
- Aparece la primera noticia documentada de Benimodo en que se la menciona como aldea poblada por moriscos bajo el señorío de Pelegrí de Montagut, señor de Carlet.
- Se cumplen mil años del Imperio romano de oriente.
- Ibn Batuta comienza con sus viajes hacia Yemen y la costa africana.

## Nacimientos
- 15 de junio: Eduardo de Woodstock, el Príncipe Negro, aristócrata galés (f. 1376).
- Aldighiero de Zevio, pintor italiano de estilo gótico del Trecento (f. 1390‑1393).
- Nicolás Flamel, escribano público, librero juramentado, copista y burgués parisino (f. 1418). Un siglo después de su muerte comenzó la leyenda de que se había vuelto rico porque habría sido un alquimista, el más importante de Francia. Se le atribuyeron varios libros de alquimia, entre ellos El libro de Abraham, el judío (de 1612).

## Fallecimientos
- 31 de julio - Miguel Shishman, zar de Bulgaria